# Eiskunstlauf-Europameisterschaft 1901
Die 9. Eiskunstlauf-Europameisterschaft fand am 13. Januar 1901 in Wien statt.
In den folgenden zwei Jahren sollten die Europameisterschaften in Amsterdam stattfinden. Dort herrschte jedoch Eismangel, weshalb die Europameisterschaft 1902 abgesagt werden musste. 1903 wurde sie nach Stockholm verlegt, wo allerdings nur ein Teilnehmer bereitstand. Somit wurde auch diese Europameisterschaft abgesagt. 

## Ergebnis

### Herren
| Platz | Sportler       | Land            |
| ----- | -------------- | --------------- |
| 1     | Gustav Hügel   | Österreich      |
| 2     | Gilbert Fuchs  | Deutsches Reich |
| 3     | Ulrich Salchow | Schweden        |

Punktrichter:
- W. von Sresnewsky  Russland
- H. Ehrentraut  Deutsches Reich
- Karl Kaiser  Österreich
- Tibor von Földváry  Ungarn
- Ludwig Fänner  Österreich

## Quelle
- European figure skating championships 1900–1909. Skatabase, archiviert vom Original am 11. Oktober 2008; abgerufen am 18. Mai 2018 (englisch).